# Р'єльйо (Леон)
Р'єльйо (ісп. Riello) — муніципалітет в Іспанії, у складі автономної спільноти Кастилія-і-Леон, у провінції Леон. Населення — 733 особи (2010).
Муніципалітет розташований на відстані близько 320 км на північний захід від Мадрида, 35 км на північний захід від Леона.
На території муніципалітету розташовані такі населені пункти: (дані про населення за 2010 рік)
- Андаррасо: 10 осіб
- Ар'єго-де-Абахо: 2 особи
- Ар'єго-де-Арріба: 14 осіб
- Ар'єнса: 11 осіб
- Бонелья: 26 осіб
- Кампо-ла-Ломба: 6 осіб
- Кастро-ла-Ломба: 9 осіб
- Сейде-і-Орріос: 18 осіб
- Сірухалес: 54 особи
- Корномбре: 10 осіб
- Куруенья: 14 осіб
- Фольйосо: 7 осіб
- Гаруенья: 10 осіб
- Гісатеча: 9 осіб
- Інісіо: 27 осіб
- Мансанеда-де-Оманья: 6 осіб
- Марсан: 23 особи
- Оманьйон: 10 осіб
- Отеріко: 16 осіб
- Р'єльйо: 98 осіб
- Робледо-де-Оманья: 4 особи
- Росалес: 19 осіб
- Сальсе: 61 особа
- Сантібаньєс-де-ла-Ломба: 23 особи
- Сосіль: 11 осіб
- Сосас-дель-Кумбраль: 15 осіб
- Траскастро-де-Луна: 20 осіб
- Ла-Урс: 26 осіб
- Вальбуено: 5 осіб
- Вегар'єнса: 37 осіб
- Ла-Велілья: 20 осіб
- Вільядепан: 6 осіб
- Вільяр-де-Оманья: 18 осіб
- Вільярін-де-Р'єльйо: 7 осіб
- Вільяверде-де-Оманья: 10 осіб
- Ла-Оманьюела: 10 осіб
- Пандорадо: 14 осіб
- Ель-Кастільйо: 23 особи
- Сантібаньєс-де-Ар'єнса: 24 особи

## Демографія
Динаміка населення (INE ):